# Dreistreifensalamander

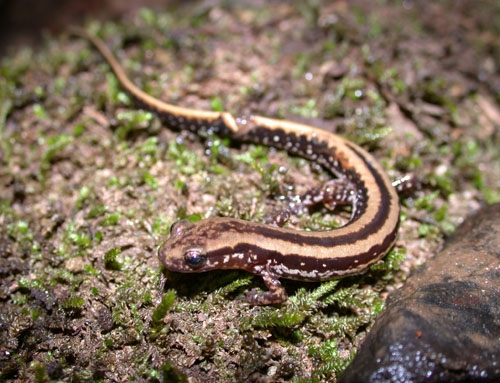
Dreistreifensalamander in der Chattahoochee River National Recreation Area

Der Dreistreifensalamander (Eurycea guttolineata) ist ein in Nordamerika vorkommender Schwanzlurch aus der Familie der Lungenlosen Salamander (Plethodontidae). Der Artname leitet sich von den lateinischen Worten gutta und linea mit den Bedeutungen „Fleck“ und „Linie“ ab und bezieht sich auf die aus Flecken gebildeten Rückenlinien der erwachsenen Individuen. Die Art galt lange Zeit als Unterart des Langschwanzsalamanders (Eurycea longicaudus) und wurde erst 1997 aufgrund von morphologischen und genetischen Daten zur eigenständige Art erhoben.

## Merkmale
Dreistreifensalamander erreicht eine Gesamtlänge zwischen 100 und 159 Millimetern. Die Farbe der Oberseite variiert von hellbraun bis zu hellgelb. Namensgebend sind drei breite dunkelbraune Längsstreifen, die vorwiegend von den Augen bis zur Schwanzspitze verlaufen. Lediglich der mittlere Streifen endet bereits am Anfang des Schwanzes. Die Unterseite ist mit einer schwarz-weißen Marmorierung versehen.

## Ähnliche Arten
Der Zweistreifensalamander (Eurycea bislineata) sowie Eurycea cirrigera (Südlicher Zweistreifensalamander) sind beide lediglich mit zwei dunkelbraunen Nebenrückenstreifen versehen. Ihnen fehlt jeweils der mittlere Rückenstreifen.

## Verbreitung und Lebensraum
Das Verbreitungsgebiet des Dreistreifensalamanders erstreckt sich über östliche und mittlere Gebiete der USA. Die Art kommt in den Bundesstaaten Alabama, Arkansas, Georgia, North Carolina, South Carolina, Louisiana, Kentucky, Tennessee, Mississippi, Virginia und im Norden Floridas vor. Zu den bevorzugten Lebensräumen zählen Ufergebiete von Flüssen und Bächen sowie Sumpfgebiete. Sie können von der Küstenebene bis in die Berge gefunden werden, fehlen aber in den Hochlagen der Appalachen. Sie benötigen stets eine feuchte Umgebung, da ihnen Lungen fehlen und sie durch die feuchte Haut atmen.

## Lebensweise
Dreistreifensalamander sind überwiegend nachtaktiv und halten sich mehrheitlich unter Holz, Felsen oder anderen Deckung bietenden Örtlichkeiten entlang von Bächen oder Sümpfen auf. Sie brüten im Herbst und Winter. Die Weibchen legen die Eier in unterirdischen Abschnitten am Rande von Bächen und anderen Gewässern ab und bewachen das Gelege bis zum Schlüpfen der Larven, die dann einen aquatischen Lebensabschnitt beginnen. Nach weniger als einem Jahr vollziehen sie eine Metamorphose und leben fortan an Land.
Die Nahrung von Dreistreifensalamandern besteht aus kleinen Wirbellosen (Evertebrata). Da der Dreistreifensalamander erst seit 1997 als eigenständige Art geführt wird und sehr versteckt lebt, ist bezüglich der Fressfeinde wenig bekannt.

## Gefährdung
Die Art ist in ihren Vorkommensgebieten in den Vereinigten Staaten nicht selten und wird demzufolge von der Weltnaturschutzorganisation IUCN als „Least Concern = nicht gefährdet“ klassifiziert.